# Liga e Parë
La Liga e Parë e Futbollit të Kosovës (en español: Primera Liga de Fútbol de Kosovo) es la segunda división de fútbol de Kosovo. Está organizada por la Federación de Fútbol de Kosovo.

## Equipos de la temporada 2023-24

### Grupo A
| Equipo            | Estadio (Capacidad)                   | Ciudad        |
| ----------------- | ------------------------------------- | ------------- |
| KF Dinamo Ferizaj | Fusha e Qytetit Hani i Elezit (1,500) | Ferizaj       |
| KF Drenica        | Bajram Aliu (9,000)                   | Skenderaj     |
| KF Istogu         | Demush Mavraj (6,000)                 | Istok         |
| KF Phoenix Banjë  | Onix Banjë (1,500)                    | Banja e Pejës |
| KF Rahoveci       | Selajdin Mullabazi (1,000)            | Rahovec       |
| KF Rilindja 1974  | Ibrahim Gashi (1,500)                 | Peć           |
| FC Suhareka       | Boka-Boka (1,500)                     | Suva Reka     |
| KF Trepça         | Adem Jashari (18,200)                 | Mitrovica     |
| KF Trepça'89      | Riza Lushta (12,000)                  | Mitrovica     |
| KF Vëllaznimi     | Stadiumi i Qytetit (6,000)            | Đakovica      |

### Grupo B
| Equipo               | Estadio (Capacidad)                | Ciudad    |
| -------------------- | ---------------------------------- | --------- |
| KF 2 Korriku         | Fusha sportive "2 Korriku" (1,000) | Pristina  |
| FC Ferizaj           | Ismet Shabani (3,000)              | Ferizaj   |
| KF Flamurtari        | Xhemail Ibishi (5,000)             | Pristina  |
| KF Kika              | në Hogosht (1,500)                 | Kamenica  |
| KF Ramiz Sadiku      | Ramiz Sadiku (5,000)               | Pristina  |
| KF Shkëndija Hajval  | Hajvalis (1,000)                   | Hajvalia  |
| KF Ulpiana           | Sami Kelmendi (2,500)              | Lipjan    |
| KF Vjosa             | Complejo Deportivo Shtime (1,000)  | Shtime    |
| KF Vllaznia Pozheran | Ibrahim Kurteshi (3,000)           | Požaranje |
| FC Vushtrria         | Ferki Aliu (6,000)                 | Kamenica  |

## Sistema de competición
Cuenta con veinte equipos participantes, divididos en dos grupos de diez. El sistema del campeonato está definido a través de enfrentamientos entre todos los clubes del mismo grupo en partidos de ida y vuelta. El primero de cada grupo asciende a la Superliga, mientras que los segundos deberán disputar un play-off entre sí, y el ganador deberá jugar un play-off final contra el tercer peor ubicado de la Superliga, por una plaza en la siguiente temporada de la misma. Por otra parte, los dos últimos de cada grupo descienden a la Liga e Dytë.

## Historial
La siguiente lista muestra los campeones de la Liga e Parë desde la temporada 1999-00:
| Temporada | Campeón                            |
| --------- | ---------------------------------- |
| 1945-99   | Sin datos                          |
| 1999-00   | KF Drenica                         |
| 2000-01   | KF Dukagjini                       |
| 2001-02   | KF Vëllaznimi                      |
| 2002-03   | KF KEK                             |
| 2003-04   | KF Llapi                           |
| 2004-05   | SC Gjilani                         |
| 2005-06   | KF Hysi                            |
| 2006-07   | KF 2 Korriku                       |
| 2007-08   | KF Istogu                          |
| 2008-09   | KF Liria                           |
| 2009-10   | KF Trepça'89                       |
| 2010-11   | FC Drita                           |
| 2011-12   | KF Feronikeli                      |
| 2012-13   | KF Ferizaj                         |
| 2013-14   | KF Vëllaznimi                      |
| 2014-15   | KF Llapi                           |
| 2015-16   | KF Trepça                          |
| 2016-17   | KF Flamurtari                      |
| 2017-18   | KF KEK                             |
| 2018-19   | KF Vushtrria                       |
| 2019-20   | KF Besa                            |
| 2020-21   | KF Ulpiana y KF Malisheva          |
| 2021-22   | KF Trepça'89 y KF Ferizaj          |
| 2022-23   | KF Feronikeli 74 y KF Fushë Kosova |